# Agra, Oklahoma
Agra är en kommun (town) i Lincoln County i Oklahoma. Vid 2020 års folkräkning hade Agra 339 invånare.